# 紀元前700年
紀元前700年（きげんぜん700ねん）は、西暦（ローマ暦）による年。紀元前1世紀の共和政ローマ末期以降の古代ローマにおいては、ローマ建国紀元54年として知られていた。紀年法として西暦（キリスト紀元）がヨーロッパで広く普及した中世時代初期以降、この年は紀元前700年と表記されるのが一般的となった。

## 他の紀年法
- 干支 : 辛巳
- 中国
  - 周 - 桓王20年
  - 魯 - 桓公12年
  - 斉 - 釐公31年
  - 晋 - 晋侯緡7年
  - 秦 - 出子4年
  - 楚 - 武王41年
  - 宋 - 荘公11年
  - 衛 - 宣公19年
  - 陳 - 利公7年
  - 蔡 - 桓侯15年
  - 曹 - 荘公2年
  - 鄭 - 厲公元年
  - 燕 - 宣侯11年
- 朝鮮
  - 檀紀1634年
- ユダヤ暦 : 3061年 - 3062年

## できごと

### 中国
- 魯の桓公が杞侯・莒子と曲池で会盟し、杞と莒を講和させた。
- 魯の桓公・宋の荘公・燕の大夫が穀丘で会盟した。
- 魯の桓公と宋の荘公が虚で会合した。
- 魯の桓公と宋の荘公が亀で会合した。
- 魯の桓公と鄭の厲公が武父で会盟した。
- 鄭軍が宋を攻撃した。魯軍は鄭について宋を攻めた。
- 楚軍が絞を攻撃し、屈瑕の策を持ってこれを破り城下の盟を結ばせた。

## 死去
- 陳の利公
- 衛の宣公